# مارسيل مارت
مارسيل مارت هو محامي وصحفي وسياسي لوكسمبورغي، ولد في 10 مايو 1927 في إيش سوغ ألزيت في لوكسمبورغ، وتوفي في 15 نوفمبر 2019. نشط حزبياً في الحزب الديمقراطي.